# تام سلک
توماس ویلیام "تام" سِلِک (به انگلیسی: Thomas William "Tom" Selleck) (زاده ۲۹ ژانویه ۱۹۴۵ میلادی) بازیگر آمریکایی است.
بیشتر شهرت این بازیگر به خاطر بازی در یک سری فیلم‌هایی تلویزیونی آمریکایی در نقش کارآگاه «جس استون» است.
همچنین وی بازی در سریال دوستان، به عنوان دوست پسر مانیکا گلر را در کارنامه خود دارد.

## بخشی از فیلم‌شناسی
- میرا برکینریج (۱۹۷۰)
- فرار (۱۹۸۴)
- لاسیتر (۱۹۸۴)
- مردی بی‌گناه (۱۹۸۹)
- کویگلی در استرالیا (۱۹۹۰)
- فرندز (۱۹۹۶)
- درون و بیرون (۱۹۹۷)
- آخرین ایستادگی در رودخانه صیبر (۱۹۹۷)
- جس استون: عبور شب (۲۰۰۶)
- جس استون: مرگ در پارادایس (۲۰۰۶)
- ملاقات با رابینسون‌ها (۲۰۰۷ صداپیشه)
- جس استون: یخ نازک (۲۰۰۹)
- جس استون: بدون پشیمانی (۲۰۱۰)
- قاتلین (۲۰۱۰)
- نجیب‌زادگان (۲۰۲۰–۲۰۱۰)
- جس استون: فایده شک (۲۰۱۲)
- تد (۲۰۱۲)
- جس استون: گمشده در پارادایس (۲۰۱۵)